# Янко Маринов
Вижте пояснителната страница за други личности с името Янко Маринов.
Янко Маринов Тотев е български художник, пейзажен живописец.

## Биография
Роден е в село (днес град) Килифарево, Търновско през 1907 г. Още 16-годишен, участва в Юнското въстание (1923). Работи в София като словослагател и въжарски работник. Арестуван е 2 пъти за политическа дейност през 1925 г. Постъпва в Морското професионално рибарско училище във Варна. Редактира нелегалния вестник „Рибарско ехо“. Изключен е от училището за политическа дейност.
Емигрира за кратко в Югославия през април 1929 г. След завръщането си в България е секретар на РМС в Килифарево. Осъден е по ЗЗД (1930). През 1931 г. излиза на свобода и емигрира в СССР. Работи в завод. Завършва Одеското художествено училище (1933 – 1939) и постъпва в Ленинградската художествена академия. Нападението на Германия над СССР го заварва в Одеса. Участва в отбраната на града.
През 1944 г. се завръща в България, като се установява във Варна. Създава забележителни творби на пейзажната живопис. Варненските пейзажи са предимно есенни и зимни. Родоначалник е на миниатюрата в съвременното изкуство в страната.
Член е на СБХ и творчески секретар на групата в Варна. Пръв уредник е на Художествената галерия във Варна.
Има над 30 самостоятелни изложби. Негови творби са излагани в Германия, Ирак, Иран, Турция, Унгария, Финландия, Украйна, Русия и други страни. Получил е 15 награди за участията си в изложби в Италия, както и награда „Варна“ за 1997 г. Чрез Национален дарителски фонд „13 века България“ прави голямо дарение от картини на родното си Килифарево. Неговите произведения се намират в Художествената галерия на Историческия музей. Автор е на 2 книги.